# Kärkelä bruk
Kärkelä kopparbruk i Karislojo i Nyland grundades 1765 och ägdes av Fiskars bruk. Kopparhyttan byggdes efter att man år 1757 inlett utvinningen av kopparmalm i närbelägna Orijärvi i Kisko. Brukets glansperiod inföll under 1700-talets sista decennier och 1800-talets början. Hyttan lades ned 1883. Därefter bedrev Fiskars lantbruk på egendomen, som på 1980-talet såldes till familjen von Limburg Stirum. Idag omfattar Kärkelä gård cirka 570 hektar, varav 155 hektar åker och 400 hektar skog. På gården bedrivs hästverksamhet och upprätthålls ett vagnsmuseum.